# 邓桂森
邓桂森（1911年8月—），男，湖北黄梅人，中华人民共和国园艺学家、食品加工专家，华中农业大学教授。中国罐头食品科学开拓者之一。